# Wollbrandshausen
Wollbrandshausen település Németországban, azon belül Alsó-Szászország tartományban. Lakosainak száma 653 fő (2023. december 31.).

## Népesség
A település népességének változása:
| Lakosok száma | 629  | 638  | 636  | 647  | 645  | 653  |
|               | 2016 | 2017 | 2019 | 2021 | 2022 | 2023 |